# Крівец
Крівец (рум. Crivăț) — комуна у повіті Келераш в Румунії. До складу комуни входить єдине село Крівец.
Комуна розташована на відстані 38 км на південний схід від Бухареста, 71 км на захід від Келераші.

## Населення
У 2009 року у комуні проживали 2296 осіб.